# تتش كوان دك
تتش كوان دك (بالفيتنامية: Thích Quảng Đức وتلفظ [tʰɪ̌c kwã:ŋ ɗɨ̌k])، رجل دين بوذي فيتنامي (1897-1963). انتحر عام 1963 بإحراق نفسه في شارع مزدحم في مدينة سايغون (اليوم هو تشي منه)، احتجاجا على الاضطهاد الذي كان يتعرض له البوذيون في فييتنام الجنوبية التي هيمن الكاثوليك على حكومتها.
وقد شهد الواقعة الكاتب الصحفي ديفيد هالبيرستام الذي وصف المشهد قائلا:«عندما أحرق نفسه لم يتحرك أبدا، ولم يصدر صوتا، كانت له رباطة جأش بدت نقيضاً لفزع ونحيب الناس من حوله». وقد انتشرت صوره وكلماته في الإعلام وأدت إلى ضغوط دولية على رئيس جمهورية فيتنام نغو دينه دييم تطالبه بإصلاح سياسة الدولة تجاه البوذيين، وقد سقط وقتل دييم في نفس العام في انقلاب عسكري.